# Cuchã
Cuchã (em persa: قوچان; romaniz.: Qučān) é uma cidade e capital do condado de Cuchã, na província de Coração Razavi, no Irã. Está localizado ao sul da cidade fronteiriça de Asgabate. No censo de 2016, sua população era de 101 604 habitantes. É Deve ser a Astauena que, em 250 a.C., foi conquistada pelos parnos de Ársaces I. Sofreu muitos terremotos ao longo da história e foi realocada cerca de 10 quilômetros a leste do sítio original em 1895 após sua destruição em outro terremoto.